# Željko Majić

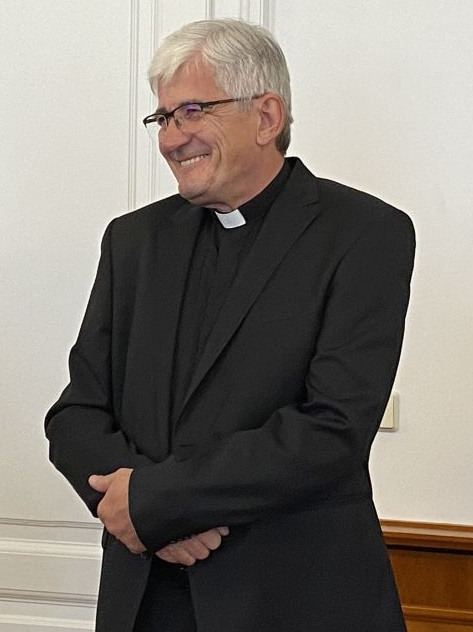
Željko Majić (2023)

Wappen von Željko Majić

Željko Majić (* 28. März 1963 in Drinovci, SR Bosnien und Herzegowina) ist ein bosnisch-herzegowinischer römisch-katholischer Geistlicher und ernannter Bischof von Banja Luka.

## Leben
Željko Majić leistete von 1981 bis 1982 Militärdienst. Anschließend studierte Majić Philosophie und Katholische Theologie am Priesterseminar in Sarajevo. Am 29. Juni 1988 empfing er das Sakrament der Priesterweihe für das Bistum Mostar-Duvno.
Majić war nach der Priesterweihe kurzzeitig in der Verwaltung des diözesanen Priesterhauses tätig, bevor er 1989 Pfarrvikar der Kathedrale in Mostar wurde. 1993 wurde er für weiterführende Studien nach Rom entsandt, wo er 1995 an der Päpstlichen Lateranuniversität ein Lizenziat im Fach Pastoraltheologie erwarb. Nach der Rückkehr in seine Heimat war Majić zunächst erneut Pfarrvikar der Kathedrale. Von 1997 bis 2000 wirkte er als persönlicher Sekretär des Bischofs von Mostar-Duvno, Ratko Perić, bevor er Pfarrer in Blagaj wurde. Anschließend fungierte er als Vizerektor des Päpstlichen Kroatischen Kollegiums vom Heiligen Hieronymus zu Rom (2006–2012). Von 2012 bis 2021 war Majić Generalvikar des Bistums Mostar-Duvno und ab 2019 auch Diözesancaritasdirektor.
Am 8. Dezember 2023 ernannte ihn Papst Franziskus zum Bischof von Banja Luka.